# Frederikssund Kommune (1970-2006)
Frederikssund Kommune i Frederiksborg Amt blev dannet ved kommunalreformen i 1970. Ved strukturreformen i 2007 blev den udvidet til den nuværende Frederikssund Kommune ved indlemmelse af Jægerspris Kommune og Skibby Kommune samt Slangerup Kommune, hvor en afstemning dog medførte at Uvelse kom til Hillerød Kommune.

## Tidligere kommuner
I 1867 blev størstedelen af Udesundby sognekommune lagt under Frederikssund Købstad. Resten af sognet (Ude Sundby landdistrikt) blev i starten af 1950'erne også lagt under købstaden.
Frederikssund havde været købstad siden 1810, men det begreb mistede sin betydning ved kommunalreformen. Frederikssund Kommune blev dannet ved sammenlægning af Frederikssund købstad med 2 sognekommuner:
| Kommune               | Folketal 1. januar 1970 | Byer                   |
| --------------------- | ----------------------- | ---------------------- |
| Frederikssund         | 7.813                   | Frederikssund          |
| Græse-Sigerslevvester | 795                     | Græse og Græse Bakkeby |
| Oppe Sundby-Snostrup  | 3.804                   | Store Rørbæk           |
| I alt                 | 12.412                  |                        |

## Sogne
Frederikssund Kommune bestod af følgende sogne, alle i Lynge-Frederiksborg Herred undtagen Snostrup, der hørte til Ølstykke Herred:
- Frederikssund Sogn
- Græse Sogn
- Islebjerg Sogn
- Oppe Sundby Sogn
- Sigerslevvester Sogn
- Snostrup Sogn

## Byer
| Kommunens største byer |               |                   |
| Nr                     | By            | Indbyggere (2025) |
| 1                      | Frederikssund | 17.583            |
| 2                      | Græse Bakkeby | 2.312             |
| 3                      | Store Rørbæk  | 573               |

## Borgmestre[3]
| Periode   | Navn                         | Parti                       |
| --------- | ---------------------------- | --------------------------- |
| 1970-1981 | Jørgen Christiansen          | Socialdemokratiet           |
| 1982-1985 | Hans Weirum                  | Det Konservative Folkeparti |
| 1986-1993 | Jørgen Christiansen          | Socialdemokratiet           |
| 1994-2006 | Knud Bøgedahl Christoffersen | Socialdemokratiet           |